# Charops sumatrensis
Charops sumatrensis là một loài tò vò trong họ Ichneumonidae.